# 흑귀
"흑귀"(黑鬼)는 한국에서 제작된 이용민 감독의 1976년 영화이다. 윤양하 등이 주연으로 출연하였고 주동진 등이 제작에 참여하였다.

## 출연

### 주연
- 윤양하
- 장건